# Kipling (Toronto Subway)

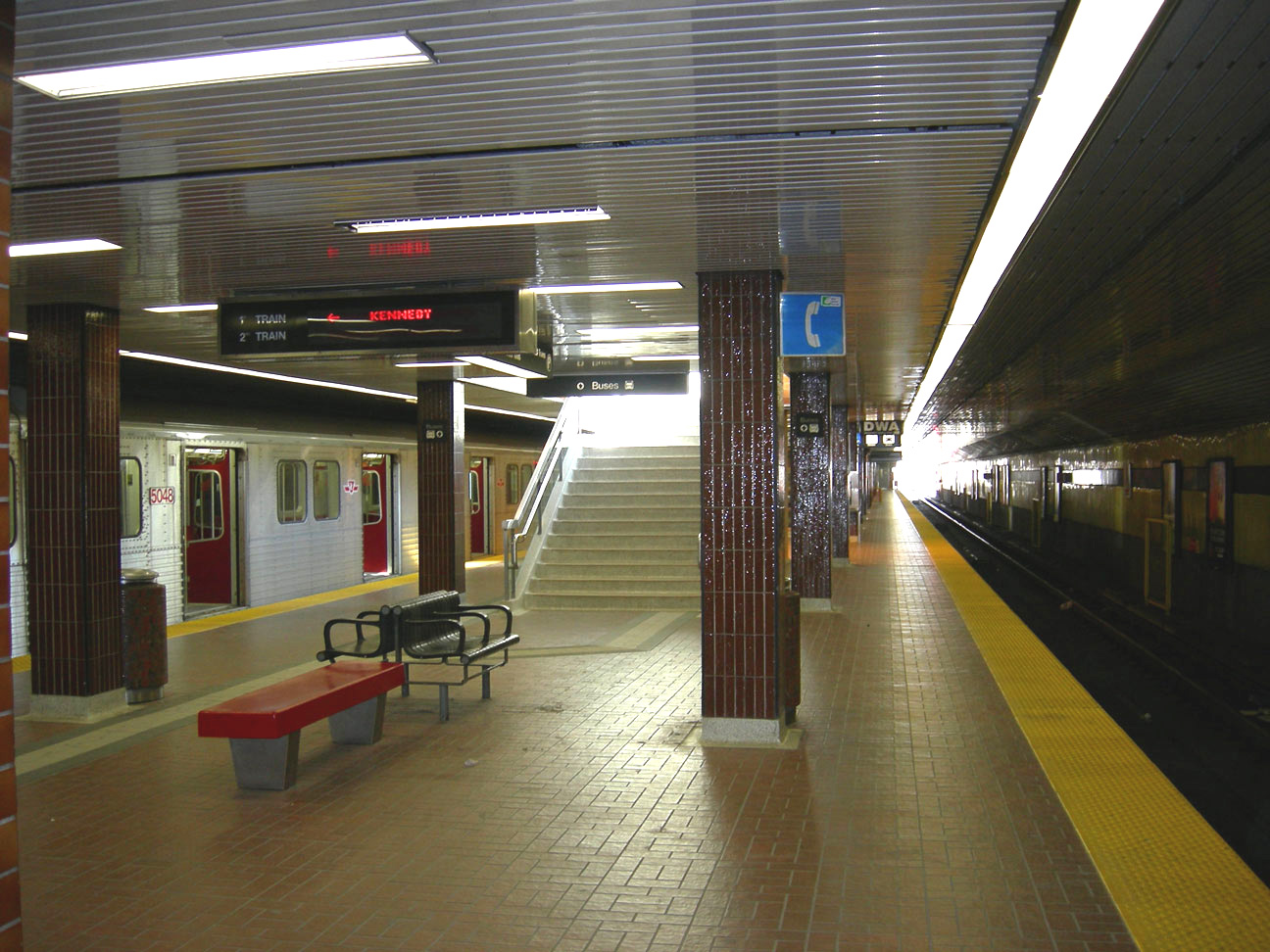
Blick auf den Bahnsteig

Kipling ist eine unterirdische U-Bahn-Station in Toronto. Sie ist die westliche Endstation der Bloor-Danforth-Linie der Toronto Subway und liegt an der St. Albans Road, nahe der Kreuzung von Bloor Street, Dundas Street West und Kipling Avenue. Die Station besitzt einen Mittelbahnsteig und wird täglich von durchschnittlich 49.340 Fahrgästen genutzt (2018).

## Anlage

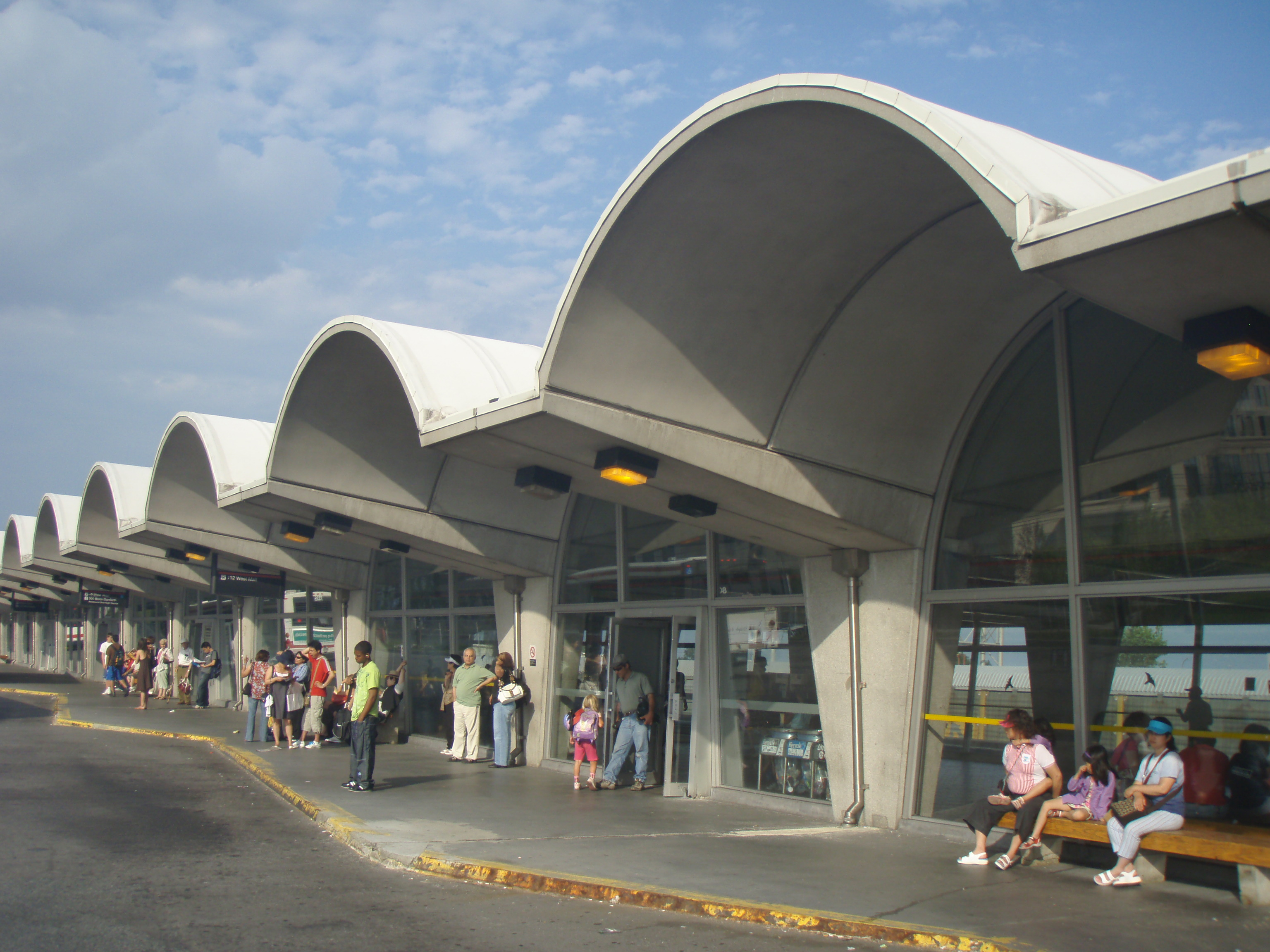
Busterminal

Die Station Kipling liegt in einem Industriegebiet von geringer Dichte, unter Hochspannungsleitungen und nahe einem Umspannwerk. Dennoch wird sie stark frequentiert, da sie als Umsteigeknoten für den Pendlerverkehr konzipiert ist. Der Busbahnhof ist Endstation von zwölf Buslinien der Toronto Transit Commission (TTC), darunter einer Expresslinie zum Flughafen Toronto. Das Verkehrsunternehmen MiWay betreibt einen zweiten Busbahnhof, von dem aus zwölf weitere Linien in Richtung Mississauga verkehren. Den Pendlern stehen darüber hinaus vier Park-and-rides mit 1488 kostenpflichtige Parkplätzen sowie eine Kiss-and-ride-Anlage zur Verfügung. Etwas nach Südwesten versetzt und durch einen Fußgängertunnel verbunden, befindet sich der Bahnhof Kipling an der Milton Line von GO Transit.

## Geschichte
Die Eröffnung der Station erfolgte am 22. November 1980, zusammen mit dem kurzen, parallel zur Hauptstrecke der Canadian Pacific Railway verlaufenden Abschnitt von Islington her. Die TTC plante auf einem Grundstück westlich der Station eine Abstellanlage, verwirklicht wurden jedoch nur wenige Meter eines Verbindungstunnels. Ebenfalls kein Thema mehr ist eine Verlängerung der Bloor-Danforth-Linie über die Stadtgrenze nach Mississauga. Der TTC-Busbahnhof wurde so gestaltet, dass er in Zukunft eine Stadtbahnstrecke aufnehmen könnte. Der Bahnhof von GO Transit ist seit dem 27. Oktober 1981 in Betrieb, als erstmals Züge auf der Milton-Linie verkehrten. MiWay nahm seinen Busbahnhof am 4. Januar 2021 in Betrieb; zuvor verkehrten die Busse zur Station Islington.